# Los Cedros (Tumbes)
Los Cedros es un caserío peruano ubicado en el distrito de Corrales, perteneciente a la provincia y el departamento de Tumbes, al norte del Perú. 

## Ubicación
Los Cedros se ubica al noroeste de la provincia de Tumbes, en el distrito de Corrales, en el departamento de Tumbes.

## Demografía
En 2017 Los Cedros tenía una población de 372 habitantes.
| Gráfica de evolución demográfica de Los Cedros entre 1993 y 2017 |
|                                                                  |
| Fuentes: Población 1993 y 2017                                   |